# Веселкино (Тамбовская область)
Веселкино — упразднённая в 2017 году деревня в Сосновском районе Тамбовской области России. Входит в состав Дегтянского сельсовета.

## География
Веселкино расположено в пределах Окско-Донской равнины, в северо-восточной части района на реке Ламка. Ниже деревниЛамка сливается с рекой Бык и образует реку Ламочку.
Климат
Веселкино находится, как и весь район, в умеренном климатическом поясе, и входит в состав континентальной климатической области Восточно-Европейской Равнины. В среднем в год выпадает от 350 до 450 мм осадков. Весной, летом и осенью преобладают западные и южные ветра, зимой — северные и северо-восточные. Средняя скорость ветра 4-5 м/с.

## История
В итоговой ведомости ревизии, проведенной по Козловскому уезду в 1762—1767 годов упоминается принадлежавшая братьям Андрею и Григорию Веселкиным «Деревня Веселкина» с 23 домами. В ней жили крепостные крестьяне: мужского пола — 61, женского пола — 60 человек.
Согласно Закону Тамбовской области от 17 сентября 2004 года № 232-З деревня включено в состав образованного муниципального образования Дегтянский сельсовет.
27 октября 2017 года Постановлением Думы Тамбовской области от 27.10.2017 № 429 деревня Веселкино была исключена из числа населённых пунктов Тамбовской области, как фактически прекратившая своё существование.

## Население
| 2010 |
| ---- |
| 0    |

## Инфраструктура
В сентября 1911 года в деревне была открыта земская школа. В советские годы в Веселкино существовала начальная школа.

## Транспорт
Просёлочная дорога к селу Дельная Дубрава.